# 桑迪普·阿里亚
桑迪普·阿里亚（1971年6月10日—），印度外交官，現任印度駐越南大使，曾任印度驻駐坦桑尼亞高級專員。

## 經歷
桑迪普·阿里亚於1971年6月10日生于加希布尔。擁有機械工程學士學位、核工程碩士學位、經濟學碩士學位及工商管理碩士學位。
1994年，加入印度外事服務。1994年至2015年間，阿里亞曾在印度駐荷蘭、俄羅斯和烏克蘭的大使館以及外交部總部的多個部門中擔任要職，積累了豐富的外交經驗。2015年8月至2019年6月，任印度驻坦桑尼亚高级专员及印度駐东非共同体代表。2019年至2022年間，他曾擔任印度外交部負責裁軍與國際安全事務輔秘，以及歐洲西部事務的聯秘。
2022年10月起，任印度驻越南大使。

## 个人生活
与妻子苏韦塔·辛格（Suveta Singh）博士育有二子。他精通印地語、英語和俄語。業餘時間，他喜愛閱讀歷史、國際關係和全球發展相關書籍，熱衷於聆聽音樂，並經常練習瑜伽。